# Entelopes longzhouensis
Entelopes longzhouensis är en skalbaggsart som beskrevs av Hua 1990. Entelopes longzhouensis ingår i släktet Entelopes och familjen långhorningar. Inga underarter finns listade i Catalogue of Life.